# Eugène Marquis (député)
Pour les articles homonymes, voir Marquis (homonymie).
Ne doit pas être confondu avec Eugène Marquis (chirurgien français).
Eugène Marquis (11 septembre 1901 - 15 novembre 1994) fut un avocat, procureur de la Couronne et homme politique fédéral du Québec.

## Biographie
Né à Saint-Alexandre-de-Kamouraska dans le Bas-Saint-Laurent, il étudia à Sainte-Anne-de-Beaupré, au Collège de Sainte-Anne-de-la-Pocatière et au Séminaire de Québec. De 1931 à 1936, il fut procureur de la Couronne pour le District de Québec. Il redevient procureur de 1939 à 1944.
Élu député du Parti libéral du Canada dans la circonscription fédérale de Kamouraska en 1945, il est réélu en 1949. Il démissionne en 1949 pour accepter un poste de juge à la Cour supérieure du Québec.